# District de Weicheng (Weifang)
Pour les articles homonymes, voir Weicheng.
Le district de Weicheng (潍城区 ; pinyin : Wéichéng Qū) est une subdivision administrative de la province du Shandong en Chine. Il est placé sous la juridiction de la ville-préfecture de Weifang.